# Miesiąc synodyczny
Miesiąc synodyczny, lunacja – średni czas pomiędzy kolejnymi nowiami Księżyca. Przyjmuje się, że miesiąc synodyczny trwa 29 dni 12 godzin 44 minuty i 3 sekundy (co daje ok. 29,531 średniej doby słonecznej). 
Miesiąc synodyczny jest o ponad 2 dni dłuższy od miesiąca syderycznego.
Czas ten jest potrzebny, by Księżyc ponownie znalazł się w tym samym położeniu względem prostej Słońce-Ziemia. Wychodząc od Księżyca w nowiu, po upływie jednego miesiąca gwiazdowego zobaczymy, że Księżyc okrążył Ziemię o 360°, ale w tym czasie Ziemia przesunęła się po swojej orbicie. Prosta Słońce-Ziemia obróciła się w tym czasie o ok. 30°, czyli Księżyc dla obserwatora ziemskiego nie wrócił jeszcze do wyjściowego położenia względem Słońca. Potrzeba na to właśnie około 2 dodatkowych dni (Księżyc przesuwa się na tle gwiazd w ciągu doby o kąt ok. 13° w kierunku z zachodu na wschód, to jest w kierunku przeciwnym do ruchu dobowego wszystkich innych ciał niebieskich).
W rzeczywistości długość okresu synodycznego wynosi od 29,25 do 29,83 doby. Wskutek ruchu obiegowego Ziemi, prosta Słońce-Ziemia obraca się względem gwiazd w płaszczyźnie ekliptyki w średnim tempie jednego obrotu na rok. Z powodu ciągłych zmian odległości Ziemia-Słońce (orbita ziemska jest spłaszczona) oraz zmian prędkości Ziemi na orbicie, tempo obracania się prostej Ziemia-Słońce w przestrzeni nie jest stałe (patrz: prawa Keplera). Skutkiem tego droga, jaką musi przebyć Księżyc, aby ponownie znaleźć się w wyjściowym położeniu, jest zmienna.
W czasie miesiąca synodycznego zachodzi cały cykl zjawisk astronomicznych – rozpoczyna się on w nowiu, następnie pierwsza kwadra (1/4 lunacji), pełnia i wreszcie ostatnia kwadra.
Miesięczny cykl faz Księżyca (czyli cykl ciemnych i jasnych nocy) ma wpływ na różne cykle biologiczne.